# Erigone alsaida
Erigone alsaida är en spindelart som beskrevs av Crosby och Bishop 1928. Erigone alsaida ingår i släktet Erigone och familjen täckvävarspindlar. Inga underarter finns listade i Catalogue of Life.